# Марсело Кейрога
Марсело Антоніо Карташо Кейрога Лопеш (порт. Marcelo Antônio Cartaxo Queiroga Lopes, 1 грудня 1963, Жуан-Пессоа) — бразильський лікар-кардіолог, який обіймав посаду міністра охорони здоров'я Бразилії з 23 березня 2021 року по 31 грудня 2022 року. Він був призначений президентом Жаїром Болсонару замість Едуардо Пазуелло, який залишив свій пост. Кейрога став четвертим міністром охорони здоров'я з початку епідемії COVID-19 в країні.

## Освіта та початок кар'єри
Марсело Кейрога народився 1 грудня 1963 року в місті Жуан-Пессоа. Кейрога отримав ступінь лікаря у Федеральному університеті Параїби в 1988 році. Він закінчив ординатуру в лікарнях «Adventista Silvestre» в 1991 році і «Hospital Beneficência Portuguesa» в 1993 році. У 2010 році він отримав докторський ступінь з біоетики в Університеті Порту.

## Кар'єра
Марсело Кейрога працював завідуючим відділення гемодинаміки та інтервенційної кардіології в лікарні Альберто Уркізи Вандерлі та інтервенційним кардіологом у лікарні «Metropolitano Dom José Maria Pires», обидва в штаті Параїба. Він також між 2012 і 2013 роками працював директором Бразильського товариства гемодинаміки та інтервенційної кардіології. Кейрога є членом регіональної медичної ради штату Параїба. Він також є президентом Бразильського товариства кардіологів.

## Міністр охорони здоров'я
Кейрога був призначений міністром охорони здоров'я 16 березня 2021 року замість Едуардо Пазуелло, що залишив посаду, та був міністром з квітня 2020 року. Повноваження Марсело Кейроги закінчилися 31 грудня 2022 року.